# Historia Żydów w Szwecji
Do początku XVIII wieku Żydzi mogli się osiedlać na terytorium Szwecji jedynie po uprzednim przyjęciu wiary luterańskiej. W 1680 roku król szwedzki odrzucił – za namową konsystorza luterańskiego – prośbę grupy Żydów o pozwolenie na zamieszkanie w Sztokholmie bez porzucania judaizmu. Rok później dwóch z nich - Izrael Mendel i Mojżesz Jacob wraz z rodzinami (w sumie dwadzieścia osiem osób) przyjęło chrzest w Kościele Niemieckim w Sztokholmie w obecności króla Karola XI, jego żony Jadwigi Eleonory oraz wysokich urzędników państwowych i kościelnych.
W 1718 roku pozwolono na osadnictwo ludności żydowskiej na terenie Szwecji bez konieczności konwersji na luteranizm. W kolejnych latach Żydzi otrzymali szereg przywilejów, mogli się jednak osiedlać jedynie w małych miasteczkach bądź na obszarach wiejskich. W 1782 roku wydano edykt zezwalający Żydom na osadnictwo – pod pewnymi warunkami – na całym terytorium królestwa oraz pełną swobodę w praktykowaniu religii. 
W 1890 roku Szwecję zamieszkiwało 3402 Żydów.
Pomiędzy 1850 a 1920 rokiem przybyło do Szwecji wielu Aszkenazyjczyków z Rosji oraz ziem polskich co spowodowało wzrost liczebności szwedzkich Żydów do 6500. W okresie międzywojennym do Szwecji przybyła niewielka liczba Żydów z Austrii, Czechosłowacji i Niemiec. W latach 1933–1939 do Szwecji przybyło 3000 uciekających przed nazistowskim prześladowaniem Żydów niemieckich. W latach II Wojny Światowej władze szwedzkie były zaangażowane w ratowanie Żydów przed śmiercią w obozach zagłady (Raoul Wallenberg). Po wojnie wielu ocalonych przed zagładą Żydów osiedliło się w Szwecji m.in. rodzice Arta Spigelmana. Kolejne fale imigracji żydowskiej do Szwecji miały miejsce w 1956 (po powstaniu antykomunistycznym na Węgrzech) i w 1968 roku (po wydarzeniach marcowych w Polsce). W efekcie tym wydarzeń liczebność Szwedzkich Żydów podwoiła się pomiędzy 1945 a 1970 rokiem. Obecnie populacja żydowska w Szwecji liczy około 18000 osób skupionych głównie w Sztokholmie ale też Malmö, Göteborgu, Borås i Helsingborgu. Język jidysz jest uznawany przez władze szwedzkie za język mniejszościowy. 
W Sztokholmie działa żydowska szkoła podstawowa, przedszkole, biblioteka. W stolicy Szwecji wychodzi też dwumiesięcznik Judisk Krönika.